# GVA 2000
De GVA 2000 is een ontwerp van halfafzinkbare platforms  van Götaverken Arendal (GVA). Het bestaat uit twee parallelle pontons met elk twee kolommen met daarop het werkdek. Consafe liet twee platforms naar dit ontwerp bouwen, beiden zijn zowel accommodatieplatform, constructieschip als duikondersteuningsvaartuig.

## GVA 2000-serie
| Naam          | Werf       | Jaar | IMO-nummer |
| ------------- | ---------- | ---- | ---------- |
| Safe Jasminia | Götaverken | 1982 | 8117811    |
| Safe Karinia  | Götaverken | 1983 | 8117823    |